# 브로크다운 팰리스
《브로크다운 팰리스》(영어: Brokedown Palace)는 1999년 개봉한 미국의 드라마 영화이다.

## 출연진
- 클레어 데인스
- 케이트 베킨세일
- 빌 풀먼
- 루 다이아몬드 필립스
- 재클린 김
- 대니얼 러페인
- 톰 아만데스
- 존 도
- 어맨다 더캐더네이
- 폴 워커

## 기타 제작진
- 배역: 줄리 셀저
- 미술: 제임스 뉴포트
- 의상: 에이프릴 페리